# Focal Adhesion Kinase
Die Focal Adhesion Kinase (zu Deutsch: Fokale Adhäsionskinase, Abk. FAK, auch Protein-Tyrosinkinase 2) ist eine Kinase, die Teil der integrinvermittelten Signaltransduktion ist. Die Ligandenbindung an Integrinrezeptoren stellt eine Möglichkeit der Einschaltung des MAP-Kinase-Wegs dar.
Sie wird über die Bindung von Integrinen an fokale Adhäsionspunkte, die in der extrazellulären Matrix vorkommen, auf der cytosolischen Seite aktiviert. Durch die darauffolgende Autophosphorylierung der Fokalen Adhäsionskinase kann die Src-Kinase über die SH2-Domäne an diesen Phosphatresten andocken und so weiter die FAK stimulieren. In Verbindung mit Grb2 und Sos kann das monomere G-Protein Ras aktiviert werden, das dann über Raf und MEK die MAP-Kinase zur Phosphorylierung von Transkriptionsfaktoren im Zellkern anregt. Dadurch wird die Genexpression von bestimmten Genen dieser Zelle verändert.
FAK ist Bestandteil eines Komplexes, der mindestens FER, CTTN und PTK2/FAK1 enthält. Sie interagiert als Kinase mit vielen Proteinen: mit BMX, TGFB1I1, STEAP4, ZFYVE21, ESR1, PIK3R1 oder PIK3R2, SRC, FGR, FLT4 und RET. Weiterhin Interagiert mit EPHA2 in ruhenden Zellen. Die Aktivierung von EPHA2 rekrutiert PTPN11, was zur Dephosphorylierung von PTK2/FAK1 und zur Dissoziation des Komplexes führt. Abhängig von der Kinaseaktivität interagiert FAK mit EPHA1. Interagiert mit CD4. Diese Interaktion erfordert die Anwesenheit von HIV-1 gp120. Interagiert mit PIAS1, ARHGAP26 und SHC1. FAK interagiert mit RB1CC1. Dies hemmt die PTK2/FAK1-Aktivität und die Aktivierung von nachgeschalteten Signalwegen. Daneben interagiert FAK mit P53/TP53 und MDM2, LPXN (über LD-Motiv 3), MISP, CIB1 Isoform 2, CD36, und EMP2, PXN und TLN1, STAT1, DCC, WASL und mit ARHGEF7. EMP2 reguliert die Aktivierung und Lokalisierung von PTK2. FAK interagiert vermutlich mit GRB2 und GRB7 (durch Ähnlichkeit).